# رواگ
رواگ (انگلیسی: RUAG) شرکت دولتی صنایع جنگ‌افزاری سوئیسی است، که در سال ۱۹۹۹ تأسیس شد.